# Hannes Þór Halldórsson
Hannes Þór Halldórsson (Reykjavík, 27 de abril de 1984) é um cineasta e futebolista islandês que atua como goleiro. Atualmente defende o Knattspyrnufélagið Víkingur.

## Carreira
Halldórsson começou sua carreira em 2002 no Leiknir Reykjavík, clube de sua cidade natal. Em 2005 transferiu-se para o Afturelding, em 2006 para o Stjarnan, em 2007 para o Fram e em 2011 ao KR, todos da Úrvalsdeild karla, primeira divisão islandesa.
Em 28 de março de 2012, Hannes juntou-se ao Brann por um empréstimo de curto prazo, apenas para cobrir a ausência de Piotr Leciejewski
Em dezembro de 2013, Hannes se juntou ao clube norueguês Sandnes Ulf, tendo treinado com o clube em outubro de 2013 como preparação para o jogo da Islândia contra a Croácia, válido pelas Eliminatórias da Copa do Mundo de 2014.
Em 6 de julho de 2015, o clube neerlandês da Eredivisie, NEC, assinou um contrato de dois anos com Hannes.
Em 15 de julho de 2016, o clube dinamarquês Randers contratou Hannes por três anos.
Na área cinematográfica, Halldórsson já dirigiu vários comerciais e videoclipes.

## Seleção Islandesa
Hannes Þór Halldórsson fez parte do elenco da Seleção Islandesa de Futebol da Eurocopa de 2016.
No dia 16 de Junho de 2018 se destacou na primeira partida da Islândia na Copa do Mundo de 2018 contra a seleção da Argentina, ao defender um pênalti cobrado por Lionel Messi e realizar diversas defesas difíceis, terminando em empate (1-1). Foi eleito o Man of the Match (melhor jogador da partida).